# Tlstá hora (Skalky)
Tlstá hora (747 m n.p.m.) – szczyt w Sulowskich Wierchach na Słowacji, a dokładniej w ich wschodniej części zwanej Skalky.
Tlstá hora znajduje się w południowym grzbiecie masywu Skałek pomiędzy szczytami Veľký vršok (639 m) i Grúň. Wznosi się nad miejscowościami Rajecké Teplice, Lietavská Svinná - Babkov i Zbyňov. Jej południowo-wschodni stok opada do Rajčanki, północny do Svinianki. Jest całkowicie porośnięta lasem. Wschodnimi stokami prowadzi szlak turystyczny.
  Rajecké Teplice – Nad vodojemom – Tlstá hora – Grúň – Skalky – Skalky, prameň – Skalky, hrebeň – Dolna hora – Chaty pod Slnečnými skalami – Lietavská Lúčka, ACHP. Odległość 9,5 km, suma podejść 540 m, suma zejść 590 n, czas przejścia 3:05 godz.